# جوردن ماكغريغور
جوردن ماكغريغور (بالإنجليزية: Jordan McGregor)‏ هو لاعب كرة قدم بريطاني في مركز الدفاع، ولد في 18 مارس 1997. لعب مع نادي هيبرنيان.